# Oyri
Oyri (IPA: [ˈɔiɹɪ], danska: Øre) är ett samhälle på Färöarna, belägen på Eysturoys västkust längs Sundini och tillhör Sunda kommun. 

## Historik
Oyri nämns första gången i Hundbrevet från slutet av 1300-talet, men kan vara äldre. Tre lagmän har sitt ursprung i Oyri: Hans Jákupsson Debes, Jógvan Poulsen och Edmund Joensen. Den sistnämnda titulerades oftast som statsminister. Vid forskning har man funnit att upphovsmannen till den "färöiska sjukan" bodde i Oyri runt 1630.

## Näringsliv
Oyri har en betydande förädling för havsmat, bland annat för musslor och räkor. Företaget Garnavirkið tillverkar redskap för fiskeindustrin (båtar) och har tillverkat utrustning till stora delar av den färöiska fiskeflottan under flera decennier. Ursprungligen var Oyri en typisk jordbruksort som huvudsakligen livnärde sig på fårskötsel.

## Befolkningsutveckling
Vid folkräkningen den 1 september 2015 hade Oyri 144 invånare.
| Befolkningsutvecklingen i Oyri 1985–2015 | Befolkningsutvecklingen i Oyri 1985–2015 | Befolkningsutvecklingen i Oyri 1985–2015 | Befolkningsutvecklingen i Oyri 1985–2015 | Befolkningsutvecklingen i Oyri 1985–2015 |
| ---------------------------------------- | ---------------------------------------- | ---------------------------------------- | ---------------------------------------- | ---------------------------------------- |
|                                          |                                          |                                          |                                          |                                          |
| År                                       |                                          |                                          | Folkmängd                                |                                          |
| 1985                                     | 1985                                     |                                          | 137                                      |                                          |
| 1990                                     | 1990                                     |                                          | 150                                      |                                          |
| 1995                                     | 1995                                     |                                          | 145                                      |                                          |
| 2000                                     | 2000                                     |                                          | 146                                      |                                          |
| 2005                                     | 2005                                     |                                          | 138                                      |                                          |
| 2010                                     | 2010                                     |                                          | 146                                      |                                          |
| 2015                                     | 2015                                     |                                          | 144                                      |                                          |
|                                          |                                          |                                          |                                          |                                          |